# Tupustikutteh
Tupustikutteh, jedno od nekoliko malenih plemena i bandi Sjevernih Pajuta koje su živjele uz rijeku Carson u zapadnoj Nevadi. Srodne su im skupine s područja Carsona. Srodne su im skupine s područja Carsona (ime po Kitu Carsonu) Hadsapoke's Band, Kosipatuwiwagaiyu, Tosarke's Band, Petodseka, i Odukeo's Band Loko, San Joaquin's Band,  Toiwait, Wahi's Band. Spominje ih Powers 1876.